# Bjedúkhovskaia
Bjedúkhovskaia (en rus Бжедуховская) és una stanitsa del raion de Belorétxensk, al krai de Krasnodar, a Rússia. Es troba a la riba dreta del riu Pxix, afluent del Kuban, a 17 km al nord-oest de Belorétxensk i a 57 km al sud-est de Krasnodar. Pertanyen a aquest municipi la stanitsa d'Oktiàbrskaia i els khútors de Kanevetski, Novoguriski i Nijnevedeneievski.